# Un flic et demi
Pour plus de détails, voir Fiche technique et Distribution.
Un flic et demi (Cop and a Half) est un film américain réalisé par Henry Winkler et sorti en 1993

## Distribution
- Burt Reynolds (VF: Joel Martineau) : Det. Nick McKenna[1]
- Norman D. Golden II : Devon Butler
- Ruby Dee : Rachel
- Holland Taylor : Captain Rubio
- Ray Sharkey (VF : Emmanuel Jacomy) : Vinnie Fountain
- Sammy Hernandez : Raymond Sanchez
- Frank Sivero : Chu
- Rocky Giordani (VF: Vincent Grass) : Quintero
- Marc Macaulay (VF: Guy Chapellier) : Waldo
- Tom McCleister : Rudy
- Ralph Wilcox (VF: Edgar Givry) : Det. Matt McPhail
- Tom Kouchalakos : Det. Jenkins
- Max Winkler : l'enfant dans la salle de bain